# Rivals of Aether II
Rivals of Aether II, anciennement connu sous le nom de Rivals 2, est un jeu vidéo indépendant de combat développé par Aether Studios, sorti le 23 octobre 2024 sur PC. Il est la suite directe à Rivals of Aether sorti en 2017.
Contrairement à son prédécesseur, qui présentait des graphismes pixel art 2D, il se joue en 2,5D et utilise des modèles 3D. Des mécanismes supplémentaires sont également ajoutés, notamment la possibilité de se protéger et de saisir, tandis que les mécanismes comme la parade sont de retour.

## Système de jeu
Rivals of Aether II est un jeu de combat. Par rapport à l'opus précédent, il dispose de plusieurs nouvelles mécaniques, notamment la possibilité de générer un bouclier capable de bloquer les attaques subites, la possibilité de saisir les autres personnages, même lorsqu'ils se protègent. Et, la possibilité de bourrer de coups pendant une saisie avec une attaque courte ou de faire une attaque plus lente avec une attaque plus forte avec un effet secondaire unique pour chaque personnage. D'autres mécanismes incluent la possibilité de s'accrocher aux rebords et d'attaquer tout en étant suspendu à eux. Des mécanismes tels que les parades reviennent également du premier jeu.

### Personnages
Rivals of Aether II comporte dix personnages jouables au lancement, dont huit personnages issus de Rivals of Aether,,. Le jeu présente deux nouveaux venus : Fleet, qui apparaissait auparavant comme l'un des quatre protagonistes sélectionnables du jeu dérivé Dungeons of Aether et Loxodont, qui apparaissait en tant que personnage non jouable dans le premier jeu. En 2023, Aether Studios a organisé un « Concours de création de personnages » pour les joueurs espérant que leur création fasse partie de Rivals 2. Le gagnant du concours, un personnage d'insecte de lutte anthropomorphe nommé La Reina, est annoncé en juillet 2024. Plus tard ce même mois de juillet, lors de l'Evolution Championship Series (EVO), Aether Studios annonce que tous les futurs combattants post-lancement seront gratuits,.

## Développement
Lors du Rivals Direct annuel d'Aether Studios en avril 2022, la suite du premier Rivals est initialement dévoilée comme étant simplement Rivals 2,. Cependant, en septembre 2024, le titre est renommé en Rivals of Aether II pour éviter toute confusion avec Marvel Rivals. Le jeu a un contenu solo amélioré par rapport à Rivals of Aether qui vise à permettre aux joueurs occasionnels de devenir des joueurs plus dévoués, bien que le jeu compétitif soit la priorité des concepteurs[réf. souhaitée]. Les développeurs ont l'intention de mettre le jeu en évidence lors de l'EVO[réf. souhaitée].
La mécanique du bouclier est ajoutée pour rendre le jeu plus familier à ceux qui jouent à des jeux de combat de plateformes, et la saisie a également été ajoutée comme contre-mesure au bouclier. Des rebords ont par ailleurs été ajoutés à Rivals of Aether II parce que les développeurs pensaient que cela rendrait le jeu plus familier aux vétérans en plus de le rendre plus accessible aux nouveaux joueurs.

## Marketing et sortie
Une période de test en bêta fermée du jeu est initialement prévue pour 2023, mais est repoussée à début 2024.
En novembre 2024, une campagne Kickstarter est lancée, cherchant à collecter 200 000 dollars pour augmenter la taille de l'équipe de développement et assurer une sortie en 2024 sur Windows. L'objectif initial est atteint en deux heures après le lancement, et le Kickstarter permet de récolter plus d'un million de dollars, ajoutant quatre personnages supplémentaires à la liste de lancement en tant qu'objectifs supplémentaires. Il est également déclaré que le jeu serait publié sur « autant de plateformes que possible ».
En juin 2024, lors de l'IGN Live 2024, il est annoncé qu'Offbrand Games, un nouvel éditeur de jeux fondé par les youtubeurs Ludwig Ahgren et Jason Hall, aiderait à la publication du jeu,.

### Traduction
- (en) Cet article est partiellement ou en totalité issu de l’article de Wikipédia en anglais intitulé « Rivals of Aether II » (voir la liste des auteurs).